# ワシントン・キャピトルズ
ワシントン・キャピトルズ（Washington Capitols）は、アメリカ合衆国に存在したプロバスケットボールチーム。ワシントンD.C.のウライン・アリーナを本拠地とした。
1946-47シーズンから1948-49シーズンまでのBAA所属時には後にボストン・セルティックスのヘッドコーチとなりバスケットボール殿堂入りを果たしたレッド・アワーバックがヘッドコーチを務めた。
1946-47シーズンには49勝11敗、勝率81.7%の成績をあげたがプレーオフ準決勝で敗れた。1947-48シーズンには28勝20敗、1948-49シーズンには38勝22敗でBAAファイナルで敗れた。
1949-50シーズンより3シーズン、チーム得点王だったボブ・フィーリックが選手兼ヘッドコーチを務めたがこのシーズンは32勝36敗、1950-51シーズン、1月9日に10勝25敗の成績で解散した。この年はビル・シャーマンがチーム得点王となった。
1950年にドラフト指名したアール・ロイドは10月31日の試合に出場、NBA初のアフリカ系アメリカ人選手となった。